# 喜马拉雅双扇蕨
喜马拉雅双扇蕨（学名：Dipteris wallichii），为双扇蕨科双扇蕨属下的一个植物种。